# Hans Heinrich von Fersen
Hans Heinrich von Fersen († 1724) war ein estländischer Ritterschaftshauptmann und Landrat.

## Leben
Hans Heinrich von Fersen entstammte einer deutsch-baltischen Adelsfamilie Fersen. Seine Eltern waren der königlich schwedische Leutnant Heinrich von Fersen, Erbherr auf Kirna († 1682) und Beate von Berg († nach 1692).
Fersen war Erbherr der estnischen Güter Kirna, Laupa, Pachel und Reopal. Er diente in der schwedischen Armee, zuletzt im Rang eines Kapitän. Von 1720 bis 1723 war Fersen Ritterschaftshauptmann der estländischen Ritterschaft sowie ab dem Jahr 1721 auch Landrat in Estland.
Fersen trat zweimal in den Stand der Ehe. Zunächst heiratete er in Reval am 5. Juli 1698 die Erbin der estländischen Güter Sarkfer und Paenküll, Christina Hedwig von Essen († 1707). Am 19. Mai 1711 vermählte er sich erneut mit Anna Barbara von Vietinghoff a. d. H. Hauküll.
Aus den Ehen gingen drei Söhne hervor:
1. Otto Magnus von Fersen (* 1706)
2. Reinhold Johann von Fersen (1713–1772), kaiserlich russischer Leutnant und estländischer Mannrichter
3. Karl Gustav von Fersen (1717–1790), Stifter des livländischen Linie Ollustfer, 1759 livländischer Landrat